# Frafra
El frafra és un idioma africà pertanyent al grup gur de les llengües congoatlàntiques i parlat per més de mig milió de persones de l'ètnia dels gurunsis (també anomenats frafres). A partir de les dades de les darreres dècades i segons diverses fonts, s'estima que la dominen entre 600.000 i 950.000 persones, de les quals el gruix principal prové de la Regió Superior Oriental de Ghana. Entre els 25.000 i 60.000 parlants restants habiten les províncies de Bolgou, Narhouri i també Zoundweogo, a Burkina Faso.
La llengua frafra rep diverses nomenclatures, per bé que els seus autoglotònims són «frafra» i també «fare-fare». Consisteix en diverses variants dialectals: el gurene (en frafra: gurenɛ i també escrit com a gurunɛ, gʋrnɛ, gudenne, gurenne, gudeni o guadeni), el nankani (naane, nankanse, ninkare o ninkãrɛ) i el boone. És per aquesta raó que sovint la llengua també és coneguda pel nom de gurene. El talni i el nabt, tot i que sovint són inclosos com a variants del frafra, són llengües gur diferents. L'origen de la denominació «frafra», tant per a la llengua com el grup humà, prové dels missioners i colonitzadors de les primeries del segle xx. Els anomenaren així atès que la població local sempre s'acomiadava amb aquesta expressió, que equival a 'bona sort' o 'vagi bé'. Més tard, el poble gurunsi n'adoptà el nom també com a propi.

## Fonètica
El frafra té un sistema que inclou 17 fonemes, tot i que se'n poden comptar fins a 19 si es tenen en compte /ɣ/ com un al·lòfon de /g/ i també /ɾ/ com un al·lòfon de /d/. Pel que fa a les vocals, en té 9 orals i 5 nasals, totes llargues.

### Consonants
|            |            | Labial | Alveolar | Velar | Glotal |
| ---------- | ---------- | ------ | -------- | ----- | ------ |
| Nasal      | Nasal      | m      | n        | ŋ     |        |
| Oclusiva   | sonora     | p      | t        | k     | ʔ      |
| Oclusiva   | sorda      | b      | d        | ɡ     | ʔ      |
| Bategant   |            |        | (ɾ)      |       |        |
| Fricativa  | sonora     | f      | s        |       | h      |
| Fricativa  | sorda      | v      | z        | (ɣ)   | h      |
| Aproximant | Aproximant | w      | j        |       |        |

### Vocals
|          | Anterior | Anterior | Central | Posterior | Posterior |
| laxa     | tensa    | laxa     | Central | tensa     |           |
| -------- | -------- | -------- | ------- | --------- | --------- |
| Tancada  | ɪ        | i, ĩ     |         | ʊ         | u, ũ      |
| Mitjana  | ɛ, ɛ̃     | e        |         | ɔ, ɔ̃      | o         |
| Oberta   |          |          | a, ã    |           |           |
| Diftongs |          |          |         |           |           |

## Ortografia
El frafra empra els caràcters de l'alfabet llatí amb les excepcions de la c, j, q i també la x. En canvi, utilitza els caràcters ɛ, ɩ, ŋ, ɔ, and ʋ. La titlla és un tret distintiu en l'ortografia d'aquesta llengua a Burkina Faso i s'utilitza per denotar la nasalització, mentre que a Ghana es mostra utilitzant la lletra n. Les dues vocals nasals, /ɛ̃/ i /ɔ̃/, s'escriuen com a ẽ i com a õ, respectivament. Totes les vocals nasals llargues només tenen la seva inclinació escrita en la primera lletra.

## Sociolingüística
Es tracta d'un idioma de vitalitat estable i de bon prestigi social. S'ensenya a les escoles ghaneses i a la universitat allà on és llengua pròpia i autòctona, on hi rep un reconeixement provincial i oficial de facto amb diccionaris i gramàtica normativa.
També gaudeix de literatura pròpia i d'emissions de ràdio, així com, en l'àmbit religiós, de la Bíblia traduïda completament des del 2008 i d'una xarxa de voluntaris dels Testimonis de Jehovà. A finals de gener del 2023, a més a més, diversos activistes lingüístics van culminar el llançament de la versió lingüística de la Viquipèdia en aquesta llengua (Gurenɛ Wikipiidiya), després de diversos mesos d'esforços i de creació de contingut en la fase beta d'incubadora. Es convertí en la quarta llengua ghanesa amb versió idiomàtica a l'enciclopèdia lliure i suposà un punt d'inflexió en la projecció digital de l'idioma.
Als Països Catalans, el frafra és un dels centenars d'idiomes que s'hi ha documentat amb certa estabilitat gràcies a diversos estudis de diversitat lingüística: se n'ha detectat la presència entre les 300 llengües documentades a Barcelona i entre les 160 detectades a les Illes Balears.